# سمك الملكة
```
سمكة بعوضية
 أو 
السمكة الملكة
 
(
الاسم العلمي
: 
Seriphus politus
)
، 
نوع
 من 
الأسماك
 من 
فصيلة
 
البهاريات
.
موطنها الأصلي في شرق 
المحيط الهادئ
، حيث توجد على طول ساحل 
أمريكا الشمالية
 من ولاية 
أوريغون
 إلى 
باها كاليفورنيا
؛ سُجلت في أقصى الشمال حتى 
كولومبيا البريطانية
.
[
2
]
[
3
]
 مركز توزيعها هو جنوب خليج كاليفورنيا.
[
4
]
 وتُعرف أيضًا باسم 
ملكة النعاب
.
[
3
]
 هو النوع الوحيد في جنسه  
السمكة البعوضية
(Seriphus).
[
2
]
```